# Prise d'Alexandrie
Cet article concerne le combat de 1798. Pour la prise de la ville en 1365, voir croisade d'Alexandrie.
Campagne d'Égypte
Batailles
Guerre de la Deuxième Coalition
- St George's Caye (navale) (09-1798)
- Nicopolis (10-1798)
- Corfou (11-1798)
- Copenhague (navale) (04-1801)
- Algésiras (navale) (06-1801)

Campagne de Hollande
- Callantsoog (08-1799)
- Vlieter (08-1799)
- Zyp (09-1799)
- Bergen (09-1799)
- Alkmaar (10-1799)
- Castricum (10-1799)

Campagne de Suisse
- Ostrach (03-1799)
- Feldkirch (03-1799)
- 1re Stockach (03-1799)
- Frauenfeld (05-1799) (en)
- Winterthour (05-1799)
- 1re Zurich (06-1799)
- Schwytz (08-1799)
- Amsteg (08-1799) (en)
- Saint-Gothard (09-1799)
- 2e Zurich (09-1799)
- Linth (09-1799) (en)
- Muten (10-1799) (ru)
- Engen (05-1800)
- 2e Stockach (05-1800)
- Moesskirch (05-1800)
- Biberach (05-1800)
- Erbach (05-1800)
- Höchstädt (06-1800)
- Ampfing (12-1800)
- Hohenlinden (12-1800)

Campagne d'Égypte
- Malte 1 (06-1798)
- Malte 2 (06-1798)
- Alexandrie (07-1798)
- Chebreiss (07-1798)
- Pyramides (07-1798)
- 1re Aboukir (08-1798)
- Salheyeh (08-1798)
- Malte 3 (09-1798)
- Sédiman (10-1798)
- Caire (10-1798)
- Samanouth (01-1799)
- El Arish (02-1799)
- Syène (02-1799)
- Jaffa (03-1799)
- Saint-Jean-d'Acre (03-1799)
- Mont-Thabor (04-1799)
- 2e Aboukir (07-1799)
- Damiette (11-1799)
- Héliopolis (03-1800)
- 3e Aboukir (03-1801)
- Mandora (03-1801)
- Canope (03-1801)
- Fort Jullien (04-1801)
- Le Caire (06-1801) (en)
- Alexandrie (08-1801)

2e Campagne d'Italie
- Vérone (03-1799)
- Magnano (04-1799)
- Cassano (04-1799)
- Mantoue (04-1799)
- Bassignana (05-1799)
- 1re Marengo (05-1799) (en)
- Modène (06-1799) (en)
- Trebbia (06-1799)
- 2e Marengo (06-1799) (en)
- Novi 1 (08-1799)
- Rome (09-1799)
- Mannheim (09-1799) (en)
- Novi 2 (10-1799) (en)
- Genola (11-1799)
- Gênes (04-1800)
- Sassello (04-1800) (en)
- Fort Bard (05-1800)
- Verceil (05-1800)
- Turbigo (05-1800)
- Montebello (06-1800)
- 3e Marengo (06-1800)
- Pozzolo (12-1800)

La prise d'Alexandrie est la première opération sur le sol égyptien lors de l'expédition d'Égypte. Le 14 messidor an VI (2 juillet 1798), l'armée française débarque et enlève la place d'Alexandrie aux mains des janissaires.

## Contexte
Après avoir pris l'île de Malte, la flotte française fait voile vers l'Égypte. Le général en chef Bonaparte et l'amiral Brueys savent que la flotte anglaise de l'amiral Nelson est à leur recherche. Le 21 juin 1798, la flotte anglaise dépasse la flotte française sans la voir, reconnait la côte égyptienne le 26 puis reprend ses recherches en direction de la Grèce.
Ignorant le passage de l'escadre de Nelson, Bonaparte arrive en vue d'Alexandrie le 1er juillet. Pour éviter toutes mauvaises surprises venant de la mer, la décision est prise de débarquer immédiatement.

## Déroulement

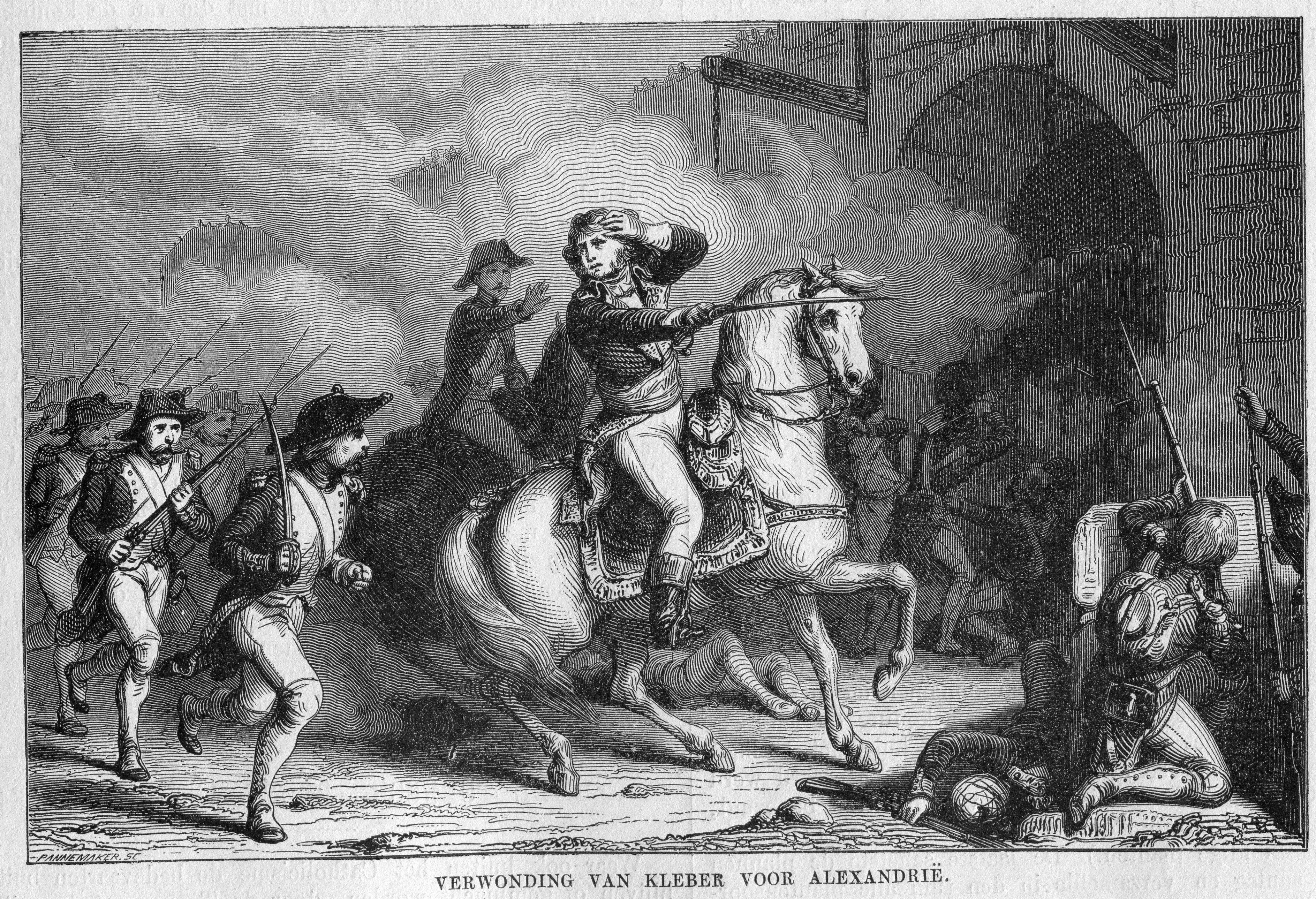
Kléber blessé devant Alexandrie, gravure de Pannemaker.

Plan de la ville d'Alexandrie et de ses deux ports.

Dans la nuit du 1er au 2 juillet 1798, 7 000 hommes sont débarqués dans l'anse du Marabout à 13 km de la ville. Sans attendre l'artillerie ou la cavalerie dont la houle retarde le débarquement, Bonaparte marche de nuit sur la ville à la tête de 4 000, à 5 000 hommes.
La tentative de pourparlers française est accueillie par une fusillade. Devant le très mauvais état des fortifications, Bonaparte décide d'ordonner l'assaut sans attendre l'artillerie.
Les Français se répartissent en trois colonnes. À gauche, Menou attaque le « fort triangulaire » et y reçoit sept blessures. Kléber au centre et Bon à droite attaquent les portes de la ville. Kléber reçoit une balle au front mais n'est que blessé et après une assez vive fusillade dans la ville, les français prennent le contrôle d'Alexandrie.

## Conséquences
Après la prise de la ville, le corps expéditionnaire français bénéficie d'une base d'opérations. Cependant, l'état de délabrement de la ville ainsi que l'aspect désertique des environs pousse l'armée française à s'engager rapidement vers l'intérieur des terres. Tandis qu'il marche vers le Nil, Bonaparte laisse à Alexandrie une garnison de 2 000 hommes sous les ordres de Kléber, convalescent, tandis que Menou va prendre le commandement de Rosette.